# Танана (Аљаска)
Танана (енгл. Tanana) град је у америчкој савезној држави Аљаска.

## Демографија
По попису из 2010. године број становника је 246, што је 62 (-20,1%) становника мање него 2000. године.
| Група             | 2000.      | 2010.     |
| Белци             | 55 (17,9%) | 24 (9,8%) |
| Афроамериканци    | 0 (0,0%)   | 0 (0,0%)  |
| Азијати           | 0 (0,0%)   | 1 (0,4%)  |
| Хиспаноамериканци | 2 (0,6%)   | 1 (0,4%)  |
| Укупно            | 308        | 246       |